# Lijst van spelers van Feyenoord (vrouwen)
Dit is een lijst van voetballers die minimaal één officiële wedstrijd hebben gespeeld in het eerste elftal van de Nederlandse vrouwenvoetbalclub Feyenoord en/of in de selectie van 2025/26 zitten.
De statistieken zijn bijgewerkt tot en met 26 mei 2025 na PSV - Feyenoord (3-2). Huidige spelers staan dikgedrukt.

## Alfabetisch

### B
| N.                 | Voornaam | Achternaam | Competitie | Competitie | Beker | Beker | Europa | Europa | Overig | Overig | Totaal | Totaal | Periode(s) | Debuut            | Debuutwedstrijd               |
| N.                 | Voornaam | Achternaam | W          | D          | W     | D     | W      | D      | W      | D      | W      | D      | Periode(s) | Debuut            | Debuutwedstrijd               |
| ------------------ | -------- | ---------- | ---------- | ---------- | ----- | ----- | ------ | ------ | ------ | ------ | ------ | ------ | ---------- | ----------------- | ----------------------------- |
| Vlag van Nederland | Maxime   | Bennink    | 54         | 11         | 3     | 0     | 0      | 0      | 0      | 0      | 57     | 11     | 2021–2024  | 29 augustus 2021  | ADO Den Haag – Feyenoord, 1–1 |
| Vlag van Nederland | Tess     | van Bentem | 41         | 0          | 4     | 0     | 0      | 0      | 0      | 0      | 45     | 0      | 2023–0000  | 10 september 2023 | Utrecht – Feyenoord, 4–2      |
| Vlag van Nederland | Annouk   | Boshuizen  | 40         | 1          | 1     | 0     | 0      | 0      | 0      | 0      | 41     | 1      | 2021–2023  | 29 augustus 2021  | ADO Den Haag – Feyenoord, 1–1 |
| Vlag van Nederland | Justine  | Brandau    | 67         | 0          | 5     | 0     | 0      | 0      | 0      | 0      | 72     | 0      | 2021–0000  | 29 augustus 2021  | ADO Den Haag – Feyenoord, 1–1 |
| Vlag van België    | Esther   | Buabadi    | 10         | 0          | 2     | 0     | 0      | 0      | 0      | 0      | 12     | 0      | 2024–0000  | 29 september 2024 | Feyenoord – AZ, 1–1           |

### C
| N.                 | Voornaam | Achternaam   | Competitie | Competitie | Beker | Beker | Europa | Europa | Overig | Overig | Totaal | Totaal | Periode(s) | Debuut           | Debuutwedstrijd               |
| N.                 | Voornaam | Achternaam   | W          | D          | W     | D     | W      | D      | W      | D      | W      | D      | Periode(s) | Debuut           | Debuutwedstrijd               |
| ------------------ | -------- | ------------ | ---------- | ---------- | ----- | ----- | ------ | ------ | ------ | ------ | ------ | ------ | ---------- | ---------------- | ----------------------------- |
| Vlag van Nederland | Sophie   | Cobussen     |            |            |       |       | 0      | 0      | 0      | 0      | 33     | 3      | 2021–2023  | 29 augustus 2021 | ADO Den Haag – Feyenoord, 1–1 |
| Vlag van Nederland | Jada     | Conijnenberg | 55         | 8          | 3     | 1     | 0      | 0      | 0      | 0      | 58     | 9      | 2021–2025  | 3 september 2021 | Feyenoord – Heerenveen, 2–2   |

### D
| N.                        | Voornaam | Achternaam  | Competitie | Competitie | Beker | Beker | Europa | Europa | Overig | Overig | Totaal | Totaal | Periode(s) | Debuut           | Debuutwedstrijd               |
| N.                        | Voornaam | Achternaam  | W          | D          | W     | D     | W      | D      | W      | D      | W      | D      | Periode(s) | Debuut           | Debuutwedstrijd               |
| ------------------------- | -------- | ----------- | ---------- | ---------- | ----- | ----- | ------ | ------ | ------ | ------ | ------ | ------ | ---------- | ---------------- | ----------------------------- |
| Vlag van Verenigde Staten | Talia    | DellaPeruta | 0          | 0          | 0     | 0     | 0      | 0      | 0      | 0      | 0      | 0      | 2024–0000  |                  |                               |
| Vlag van Nederland        | Eva      | van Deursen | 0          | 0          | 0     | 0     | 0      | 0      | 0      | 0      | 0      | 0      | 2025–0000  |                  |                               |
| Vlag van Nederland        | Samantha | van Diemen  |            |            |       |       | 0      | 0      | 0      | 0      | 23     | 0      | 2021–2022  | 29 augustus 2021 | ADO Den Haag – Feyenoord, 1–1 |
| Vlag van Nederland        | Claire   | Dinkla      | 0          | 0          | 0     | 0     | 0      | 0      | 0      | 0      | 0      | 0      | 2025–0000  |                  |                               |
| Vlag van Nederland        | Jill     | Duijzer     | 0          | 0          | 1     | 0     | 0      | 0      | 0      | 0      | 1      | 0      | 2021–2022  | 29 januari 2022  | DSS – Feyenoord, 2–3          |

### E
| N.                 | Voornaam | Achternaam | Competitie | Competitie | Beker | Beker | Europa | Europa | Overig | Overig | Totaal | Totaal | Periode(s) | Debuut            | Debuutwedstrijd            |
| N.                 | Voornaam | Achternaam | W          | D          | W     | D     | W      | D      | W      | D      | W      | D      | Periode(s) | Debuut            | Debuutwedstrijd            |
| ------------------ | -------- | ---------- | ---------- | ---------- | ----- | ----- | ------ | ------ | ------ | ------ | ------ | ------ | ---------- | ----------------- | -------------------------- |
| Vlag van Nederland | Roos     | van Eijk   | 0          | 0          | 0     | 0     | 0      | 0      | 0      | 0      | 0      | 0      | 2024–0000  |                   |                            |
| Vlag van Tunesië   | Sabrine  | Ellouzi    |            |            |       |       | 0      | 0      | 0      | 0      | 19     | 1      | 2022–2023  | 16 september 2022 | Feyenoord – Excelsior, 2–1 |

### F
| N.                 | Voornaam | Achternaam | Competitie | Competitie | Beker | Beker | Europa | Europa | Overig | Overig | Totaal | Totaal | Periode(s) | Debuut         | Debuutwedstrijd         |
| N.                 | Voornaam | Achternaam | W          | D          | W     | D     | W      | D      | W      | D      | W      | D      | Periode(s) | Debuut         | Debuutwedstrijd         |
| ------------------ | -------- | ---------- | ---------- | ---------- | ----- | ----- | ------ | ------ | ------ | ------ | ------ | ------ | ---------- | -------------- | ----------------------- |
| Vlag van Nederland | Sisca    | Folkertsma | 15         | 0          | 3     | 0     | 0      | 0      | 0      | 0      | 18     | 0      | 2023–2024  | 1 oktober 2023 | Twente – Feyenoord, 3–1 |

### G
| N.                 | Voornaam | Achternaam        | Competitie | Competitie | Beker | Beker | Europa | Europa | Overig | Overig | Totaal | Totaal | Periode(s) | Debuut            | Debuutwedstrijd               |
| N.                 | Voornaam | Achternaam        | W          | D          | W     | D     | W      | D      | W      | D      | W      | D      | Periode(s) | Debuut            | Debuutwedstrijd               |
| ------------------ | -------- | ----------------- | ---------- | ---------- | ----- | ----- | ------ | ------ | ------ | ------ | ------ | ------ | ---------- | ----------------- | ----------------------------- |
| Vlag van Nederland | Ricci    | Geenen            | 1          | 0          | 0     | 0     | 0      | 0      | 0      | 0      | 1      | 0      | 2023–2024  | 1 mei 2024        | Heerenveen – Feyenoord, 0–2   |
| Vlag van Nederland | Cheyenne | van den Goorbergh | 57         | 4          | 5     | 0     | 0      | 0      | 0      | 0      | 62     | 4      | 2021–2024  | 29 augustus 2021  | ADO Den Haag – Feyenoord, 1–1 |
| Vlag van Nederland | Esmee    | de Graaf          | 60         | 20         | 7     | 0     | 0      | 0      | 0      | 0      | 67     | 20     | 2022–0000  | 16 september 2022 | Feyenoord – Excelsior, 2–1    |
| Vlag van Nederland | Lynn     | Groenewegen       |            |            |       |       | 0      | 0      | 0      | 0      | 9      | 0      | 2021–2022  | 29 augustus 2021  | ADO Den Haag – Feyenoord, 1–1 |
| Vlag van Nederland | Jasmijn  | de Groot          | 1          | 0          | 0     | 0     | 0      | 0      | 0      | 0      | 1      | 0      | 2021–2023  | 8 december 2022   | ADO Den Haag – Feyenoord, 0–2 |

### H
| N.                 | Voornaam | Achternaam | Competitie | Competitie | Beker | Beker | Europa | Europa | Overig | Overig | Totaal | Totaal | Periode(s) | Debuut            | Debuutwedstrijd                  |
| N.                 | Voornaam | Achternaam | W          | D          | W     | D     | W      | D      | W      | D      | W      | D      | Periode(s) | Debuut            | Debuutwedstrijd                  |
| ------------------ | -------- | ---------- | ---------- | ---------- | ----- | ----- | ------ | ------ | ------ | ------ | ------ | ------ | ---------- | ----------------- | -------------------------------- |
| Vlag van Nederland | Summer   | Haesakkers | 2          | 0          | 0     | 0     | 0      | 0      | 0      | 0      | 2      | 0      | 2023–2025  | 31 januari 2024   | Feyenoord – Fortuna Sittard, 2–1 |
| Vlag van Nederland | Lucy     | Heij       | 5          | 0          | 1     | 0     | 0      | 0      | 0      | 0      | 6      | 0      | 2023–0000  | 27 januari 2024   | Feyenoord – Twente, 0–3          |
| Vlag van Nederland | Sarina   | Heijblom   |            |            |       |       | 0      | 0      | 0      | 0      | 1      | 0      | 2022–2024  |                   |                                  |
| Vlag van Nederland | Yara     | Helderman  | 0          | 0          | 0     | 0     | 0      | 0      | 0      | 0      | 0      | 0      | 2021–2022  |                   |                                  |
| Vlag van Nederland | Kim      | Hendriks   | 15         | 2          | 2     | 0     | 0      | 0      | 0      | 0      | 17     | 2      | 2021–2023  | 24 september 2021 | Alkmaar – Feyenoord, 1–2         |
| Vlag van Nederland | Ziva     | Henry      | 16         | 0          | 2     | 0     | 0      | 0      | 0      | 0      | 18     | 0      | 2023–2025  | 10 september 2023 | Utrecht – Feyenoord, 4–2         |
| Vlag van Nederland | Zera     | Hulswit    | 7          | 1          | 3     | 0     | 0      | 0      | 0      | 0      | 10     | 1      | 2025–0000  | 8 februari 2025   | Ajax - Feyenoord, 2-0            |

### I
| N.             | Voornaam | Achternaam | Competitie | Competitie | Beker | Beker | Europa | Europa | Overig | Overig | Totaal | Totaal | Periode(s) | Debuut          | Debuutwedstrijd     |
| N.             | Voornaam | Achternaam | W          | D          | W     | D     | W      | D      | W      | D      | W      | D      | Periode(s) | Debuut          | Debuutwedstrijd     |
| -------------- | -------- | ---------- | ---------- | ---------- | ----- | ----- | ------ | ------ | ------ | ------ | ------ | ------ | ---------- | --------------- | ------------------- |
| Vlag van Japan | Mao      | Itamura    | 10         | 2          | 3     | 2     | 0      | 0      | 0      | 0      | 13     | 4      | 2025–0000  | 25 januari 2025 | AZ - Feyenoord, 0-1 |

### J
| N.                 | Voornaam | Achternaam   | Competitie | Competitie | Beker | Beker | Europa | Europa | Overig | Overig | Totaal | Totaal | Periode(s) | Debuut           | Debuutwedstrijd      |
| N.                 | Voornaam | Achternaam   | W          | D          | W     | D     | W      | D      | W      | D      | W      | D      | Periode(s) | Debuut           | Debuutwedstrijd      |
| ------------------ | -------- | ------------ | ---------- | ---------- | ----- | ----- | ------ | ------ | ------ | ------ | ------ | ------ | ---------- | ---------------- | -------------------- |
| Vlag van Nederland | Bridget  | Jno Baptiste | 8          | 0          | 1     | 0     | 0      | 0      | 0      | 0      | 9      | 0      | 2023–0000  | 26 februari 2023 | Feyenoord – PSV, 1–4 |

### K
| N.                 | Voornaam | Achternaam    | Competitie | Competitie | Beker | Beker | Europa | Europa | Overig | Overig | Totaal | Totaal | Periode(s) | Debuut            | Debuutwedstrijd            |
| N.                 | Voornaam | Achternaam    | W          | D          | W     | D     | W      | D      | W      | D      | W      | D      | Periode(s) | Debuut            | Debuutwedstrijd            |
| ------------------ | -------- | ------------- | ---------- | ---------- | ----- | ----- | ------ | ------ | ------ | ------ | ------ | ------ | ---------- | ----------------- | -------------------------- |
| Vlag van Nederland | Isa      | Kagenaar      | 34         | 0          | 2     | 0     | 0      | 0      | 0      | 0      | 36     | 0      | 2021–2024  |                   |                            |
| Vlag van België    | Ella     | Van Kerkhoven | 28         | 18         | 6     | 4     | 0      | 0      | 0      | 0      | 34     | 22     | 2024–0000  | 10 februari 2024  | Ajax – Feyenoord, 4–0      |
| Vlag van Japan     | Toko     | Koga          | 32         | 3          | 6     | 0     | 0      | 0      | 0      | 0      | 38     | 3      | 2024–2025  | 27 januari 2024   | Feyenoord – Twente, 0–3    |
| Vlag van Nederland | Sanne    | Koopman       | 60         | 8          | 6     | 2     | 0      | 0      | 0      | 0      | 66     | 10     | 2021–0000  | 16 september 2022 | Feyenoord – Excelsior, 2–1 |

### L
| N.                 | Voornaam   | Achternaam    | Competitie | Competitie | Beker | Beker | Europa | Europa | Overig | Overig | Totaal | Totaal | Periode(s) | Debuut           | Debuutwedstrijd               |
| N.                 | Voornaam   | Achternaam    | W          | D          | W     | D     | W      | D      | W      | D      | W      | D      | Periode(s) | Debuut           | Debuutwedstrijd               |
| ------------------ | ---------- | ------------- | ---------- | ---------- | ----- | ----- | ------ | ------ | ------ | ------ | ------ | ------ | ---------- | ---------------- | ----------------------------- |
| Vlag van Nederland | Romeé      | van de Lavoir | 75         | 9          | 8     | 3     | 0      | 0      | 0      | 0      | 83     | 12     | 2021–0000  | 29 augustus 2021 | ADO Den Haag – Feyenoord, 1–1 |
| Vlag van Nederland | Dechamaily | Lont          | 15         | 1          | 1     | 0     | 0      | 0      | 0      | 0      | 16     | 1      | 2023–0000  | 9 december 2023  | Feyenoord – ADO Den Haag, 1–1 |

### M
| N.                 | Voornaam | Achternaam | Competitie | Competitie | Beker | Beker | Europa | Europa | Overig | Overig | Totaal | Totaal | Periode(s) | Debuut          | Debuutwedstrijd       |
| N.                 | Voornaam | Achternaam | W          | D          | W     | D     | W      | D      | W      | D      | W      | D      | Periode(s) | Debuut          | Debuutwedstrijd       |
| ------------------ | -------- | ---------- | ---------- | ---------- | ----- | ----- | ------ | ------ | ------ | ------ | ------ | ------ | ---------- | --------------- | --------------------- |
| Vlag van Nederland | Nienke   | Mulder     | 1          | 0          | 0     | 0     | 0      | 0      | 0      | 0      | 1      | 0      | 2024–2025  | 20 oktober 2024 | Feyenoord – Ajax, 0–0 |

### O
| N.                 | Voornaam | Achternaam | Competitie | Competitie | Beker | Beker | Europa | Europa | Overig | Overig | Totaal | Totaal | Periode(s) | Debuut           | Debuutwedstrijd               |
| N.                 | Voornaam | Achternaam | W          | D          | W     | D     | W      | D      | W      | D      | W      | D      | Periode(s) | Debuut           | Debuutwedstrijd               |
| ------------------ | -------- | ---------- | ---------- | ---------- | ----- | ----- | ------ | ------ | ------ | ------ | ------ | ------ | ---------- | ---------------- | ----------------------------- |
| Vlag van Nederland | Celainy  | Obispo     | 83         | 6          | 8     | 0     | 0      | 0      | 0      | 0      | 91     | 6      | 2021–0000  | 29 augustus 2021 | ADO Den Haag – Feyenoord, 1–1 |

### P
| N.                     | Voornaam | Achternaam | Competitie | Competitie | Beker | Beker | Europa | Europa | Overig | Overig | Totaal | Totaal | Periode(s) | Debuut           | Debuutwedstrijd               |
| N.                     | Voornaam | Achternaam | W          | D          | W     | D     | W      | D      | W      | D      | W      | D      | Periode(s) | Debuut           | Debuutwedstrijd               |
| ---------------------- | -------- | ---------- | ---------- | ---------- | ----- | ----- | ------ | ------ | ------ | ------ | ------ | ------ | ---------- | ---------------- | ----------------------------- |
| Vlag van Nederland     | Sanne    | de Paus    | 0          | 0          | 0     | 0     | 0      | 0      | 0      | 0      | 0      | 0      | 2024–0000  |                  |                               |
| Vlag van Nieuw-Zeeland | Emma     | Pijnenburg | 16         | 1          | 6     | 0     | 0      | 0      | 0      | 0      | 22     | 1      | 2023–0000  | 16 februari 2024 | ADO Den Haag – Feyenoord, 1–1 |

### R
| N.                 | Voornaam | Achternaam | Competitie | Competitie | Beker | Beker | Europa | Europa | Overig | Overig | Totaal | Totaal | Periode(s) | Debuut           | Debuutwedstrijd               |
| N.                 | Voornaam | Achternaam | W          | D          | W     | D     | W      | D      | W      | D      | W      | D      | Periode(s) | Debuut           | Debuutwedstrijd               |
| ------------------ | -------- | ---------- | ---------- | ---------- | ----- | ----- | ------ | ------ | ------ | ------ | ------ | ------ | ---------- | ---------------- | ----------------------------- |
| Vlag van Nederland | Robine   | de Ridder  | 8          | 0          | 1     | 0     | 0      | 0      | 0      | 0      | 9      | 0      | 2021–2023  | 29 augustus 2021 | ADO Den Haag – Feyenoord, 1–1 |
| Vlag van Nederland | Pia      | Rijsdijk   |            |            |       |       | 0      | 0      | 0      | 0      | 38     | 8      | 2021–2023  | 29 augustus 2021 | ADO Den Haag – Feyenoord, 1–1 |

### S
| N.                 | Voornaam | Achternaam     | Competitie | Competitie | Beker | Beker | Europa | Europa | Overig | Overig | Totaal | Totaal | Periode(s) | Debuut            | Debuutwedstrijd                  |
| N.                 | Voornaam | Achternaam     | W          | D          | W     | D     | W      | D      | W      | D      | W      | D      | Periode(s) | Debuut            | Debuutwedstrijd                  |
| ------------------ | -------- | -------------- | ---------- | ---------- | ----- | ----- | ------ | ------ | ------ | ------ | ------ | ------ | ---------- | ----------------- | -------------------------------- |
| Vlag van Nederland | July     | Schneijderberg | 11         | 0          | 1     | 0     | 0      | 0      | 0      | 0      | 12     | 0      | 2021–2024  | 29 augustus 2021  | ADO Den Haag – Feyenoord, 1–1    |
| Vlag van Nederland | Noëlle   | van der Sluijs | 41         | 2          | 5     | 0     | 0      | 0      | 0      | 0      | 46     | 2      | 2023–0000  | 17 september 2023 | Feyenoord – Fortuna Sittard, 1–3 |
| Vlag van Nederland | Anne     | van Son        | 0          | 0          | 0     | 0     | 0      | 0      | 0      | 0      | 0      | 0      | 2021–2023  |                   |                                  |
| Vlag van Nederland | Fleur    | Stoit          | 0          | 0          | 0     | 0     | 0      | 0      | 0      | 0      | 0      | 0      | 2025–0000  |                   |                                  |
| Vlag van Polen     | Oliwia   | Szymczak       | 6          | 0          | 4     | 0     | 0      | 0      | 0      | 0      | 10     | 0      | 2023–0000  | 10 september 2023 | Utrecht – Feyenoord, 4–2         |

### T
| N.              | Voornaam | Achternaam | Competitie | Competitie | Beker | Beker | Europa | Europa | Overig | Overig | Totaal | Totaal | Periode(s) | Debuut            | Debuutwedstrijd     |
| N.              | Voornaam | Achternaam | W          | D          | W     | D     | W      | D      | W      | D      | W      | D      | Periode(s) | Debuut            | Debuutwedstrijd     |
| --------------- | -------- | ---------- | ---------- | ---------- | ----- | ----- | ------ | ------ | ------ | ------ | ------ | ------ | ---------- | ----------------- | ------------------- |
| Vlag van België | Jarne    | Teulings   | 22         | 5          | 3     | 0     | 0      | 0      | 0      | 0      | 25     | 5      | 2024–2025  | 29 september 2024 | Feyenoord – AZ, 1–1 |

### V
| N.                 | Voornaam | Achternaam | Competitie | Competitie | Beker | Beker | Europa | Europa | Overig | Overig | Totaal | Totaal | Periode(s) | Debuut            | Debuutwedstrijd               |
| N.                 | Voornaam | Achternaam | W          | D          | W     | D     | W      | D      | W      | D      | W      | D      | Periode(s) | Debuut            | Debuutwedstrijd               |
| ------------------ | -------- | ---------- | ---------- | ---------- | ----- | ----- | ------ | ------ | ------ | ------ | ------ | ------ | ---------- | ----------------- | ----------------------------- |
| Vlag van Nederland | Zoï      | van de Ven | 34         | 4          | 2     | 0     | 0      | 0      | 0      | 0      | 36     | 4      | 2022–2024  | 16 september 2022 | Feyenoord – Excelsior, 2–1    |
| Vlag van Nederland | Amber    | Verspaget  | 59         | 1          | 7     | 1     | 0      | 0      | 0      | 0      | 66     | 2      | 2022–0000  | 16 september 2022 | Feyenoord – Excelsior, 2–1    |
| Vlag van Nederland | Manique  | de Vette   | 14         | 0          | 0     | 0     | 0      | 0      | 0      | 0      | 14     | 0      | 2021–2022  | 29 augustus 2021  | ADO Den Haag – Feyenoord, 1–1 |

### W
| N.                 | Voornaam  | Achternaam        | Competitie | Competitie | Beker | Beker | Europa | Europa | Overig | Overig | Totaal | Totaal | Periode(s) | Debuut            | Debuutwedstrijd               |
| N.                 | Voornaam  | Achternaam        | W          | D          | W     | D     | W      | D      | W      | D      | W      | D      | Periode(s) | Debuut            | Debuutwedstrijd               |
| ------------------ | --------- | ----------------- | ---------- | ---------- | ----- | ----- | ------ | ------ | ------ | ------ | ------ | ------ | ---------- | ----------------- | ----------------------------- |
| Vlag van Nederland | Maruschka | Waldus            | 22         | 2          | 3     | 0     | 0      | 0      | 0      | 0      | 25     | 2      | 2024–2025  | 29 september 2024 | Feyenoord – AZ, 1–1           |
| Vlag van Nederland | Jacintha  | Weimar            | 82         | 0          | 4     | 0     | 0      | 0      | 0      | 0      | 86     | 0      | 2021–0000  | 29 augustus 2021  | ADO Den Haag – Feyenoord, 1–1 |
| Vlag van Nederland | Kirsten   | van de Westeringh | 13         | 1          | 1     | 1     | 0      | 0      | 0      | 0      | 14     | 2      | 2023–0000  | 10 september 2023 | Utrecht – Feyenoord, 4–2      |

### Y
| N.                 | Voornaam | Achternaam | Competitie | Competitie | Beker | Beker | Europa | Europa | Overig | Overig | Totaal | Totaal | Periode(s) | Debuut            | Debuutwedstrijd            |
| N.                 | Voornaam | Achternaam | W          | D          | W     | D     | W      | D      | W      | D      | W      | D      | Periode(s) | Debuut            | Debuutwedstrijd            |
| ------------------ | -------- | ---------- | ---------- | ---------- | ----- | ----- | ------ | ------ | ------ | ------ | ------ | ------ | ---------- | ----------------- | -------------------------- |
| Vlag van Nederland | Danique  | Ypema      | 28         | 0          | 1     | 0     | 0      | 0      | 0      | 0      | 29     | 0      | 2022–2025  | 16 september 2022 | Feyenoord – Excelsior, 2–1 |

## Statistieken

### Nationaliteiten
Gebaseerd op het alfabetische overzicht hierboven. Laatste update: 21 juli 2025.

| Land             | Aantal |
| ---------------- | ------ |
| België           | 3      |
| Japan            | 2      |
| Nederland        | 45     |
| Nieuw-Zeeland    | 1      |
| Polen            | 1      |
| Tunesië          | 1      |
| Verenigde Staten | 1      |
| Totaal           | 54     |